# Комедия-балет

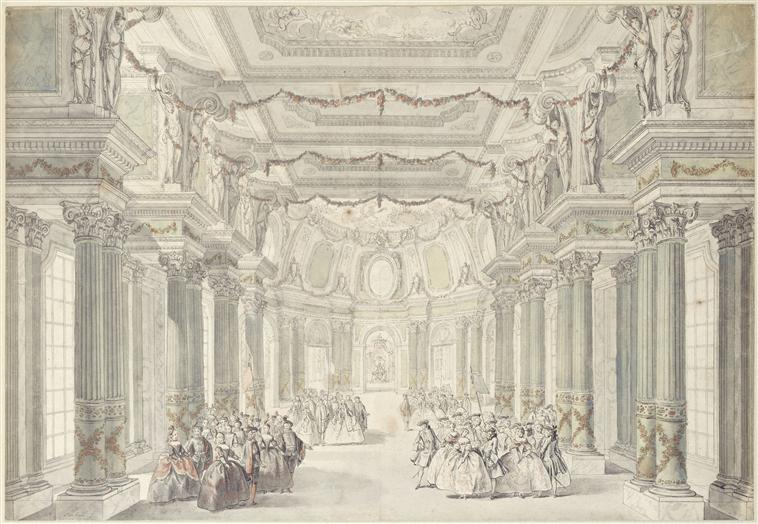
Шарль-Николя Кошен. Представление комедии-балета «Принцесса Наваррская» по случаю бракосочетания дофина Людовика и инфанты Марии Терезы Рафаэлы Испанской 23 февраля 1745 года

Комедия-балет (фр. Comédie-ballet) — театральный жанр, сочетающий в себе диалог, танец, пантомиму и музыкальное сопровождение.
Был характерен для Франции середины XVII века. Создателем жанра считается Мольер, объединивший комедию с излюбленным видом придворных увеселений — балетом. Балетные элементы могли быть частью действия или включаться в него в виде самостоятельных дивертисментов. Комедийные сцены исполнялись при этом актёрами, членами труппы Мольера, а балетные — любителями из числа придворной знати, включая самого короля и принцев. Основная интрига передавалась через диалоги, однако в спектакль, представлявший собой синтез нескольких видов искусств, могли также включаться вокальные номера.
Одним из первых произведений в новом жанре стала комедия-балет «Докучные», или «Несносные» (фр. Les fâcheux, 1661), поставленная Мольером в загородном доме суперинтенданта финансов Николя Фуке. Последующие комедии-балеты ставились преимущественно в Версале. С. С. Мокульский делит их на две тематические группы: фарсово-бытовые и пасторально-мифологические. К первым, в которых бытовая сатирическая комедия полностью подчиняла себе балетную часть, он относит такие произведения, как «Брак поневоле» (1664), «Любовь-целительница» (1665) «Господин де Пурсоньяк» (1666), а также одни из наиболее известных пьес Мольера — «Жорж Данден» (1668), «Мещанин во дворянстве» (1670) и «Мнимый больной» (1673). Ко вторым, разрабатывавшим традиционную для оперно-балетного искусства тематику, принадлежат «Принцесса Элиды», (1664), «Мелисерта» (1666), «Комическая пастораль» (1666), «Блистательные любовники» (1670). Многие свои постановки при дворе Людовика XIV Мольер осуществлял совместно с композиторами Ж.-Б. Люлли и М. А. Шарпантье, балетмейстером П. Бошаном и декоратором К. Вигарани.
Жанр комедии-балета оказал существенное влияние на последующее развитие французского театра, став предшественником музыкальных трагедий Люлли, комической оперы XVIII века и пантомимных балетов Ж.-Ж. Новерра.